# A52-es autópálya (Olaszország)
Az A52-es autópálya egy 18 km hosszúságú autópálya Olaszországban. Az út Lombardia régióban. Fenntartója az Milano Serravalle - Milano Tangenziali S.p.A.

## Útvonal
| Tangenziale Nord di Milano |                                                                                                  |      |      |           |
| Típus                      | Jelzés                                                                                           | ↓km↓ | ↑km↑ | Tartomány |
|                            | Tangenziale Est di Milano                                                                        | 0,0  | 13,0 | MI        |
|                            | Sesto San Giovanni Sud (@)                                                                       | 1,0  | 12,0 | MI        |
|                            | Sesto San Giovanni MM1 Sesto Marelli                                                             | 3,0  | 10,0 | MI        |
|                            | Barriera Sesto San Giovanni (pedaggio 1,90 €)                                                    | 3,7  | 9,3  | MI        |
|                            | Autostrada Torino-Velence                                                                        | 4,3  | 8,7  | MB        |
|                            | Monza Sant'Alessandro                                                                            | 4,6  | 8,4  | MB        |
|                            | Monza MM1 Sesto 1º Maggio FS                                                                     | 5,3  | 7,7  | MB        |
|                            | Cinisello Balsamo Robecco (@)                                                                    | 5,8  | 7,2  | MB        |
|                            | Monza Villa Reale Superstrada Milánó-Lecco Colico - Sondrio Cinisello Balsamo - Milánó v.le Zara | 6,5  | 6,5  | MB        |
|                            | Cinisello Balsamo Nord-Muggiò                                                                    | 8,0  | 5,0  | MI        |
|                            | Nova Milanese                                                                                    | 9,5  | 3,5  | MB        |
|                            | Area Servizio "Cinisello Balsamo Nord"                                                           | 10,5 |      | MI        |
|                            | Paderno Dugnano Cusano Milanino                                                                  | 11,5 | 1,5  | MI        |
|                            | Superstrada Milano-Meda                                                                          | 13,0 | 0,0  | MI        |